# Cutter (Messer)
Unter einem Teppichmesser, Tapetenmesser, Kartonmesser, Schneidemesser, Stanley-Messer, Japanmesser oder Cutter (englisch to cut „schneiden“), im Umgangssprachlichen auch oft Cuttermesser genannt, versteht man ein sehr scharfes Messer, das mit einer Klinge versehen ist, die man nach Gebrauch einziehen und nach Abnutzung schrittweise abbrechen und schließlich auswechseln kann, wobei der Schaft zur weiteren Benutzung zur Verfügung steht.

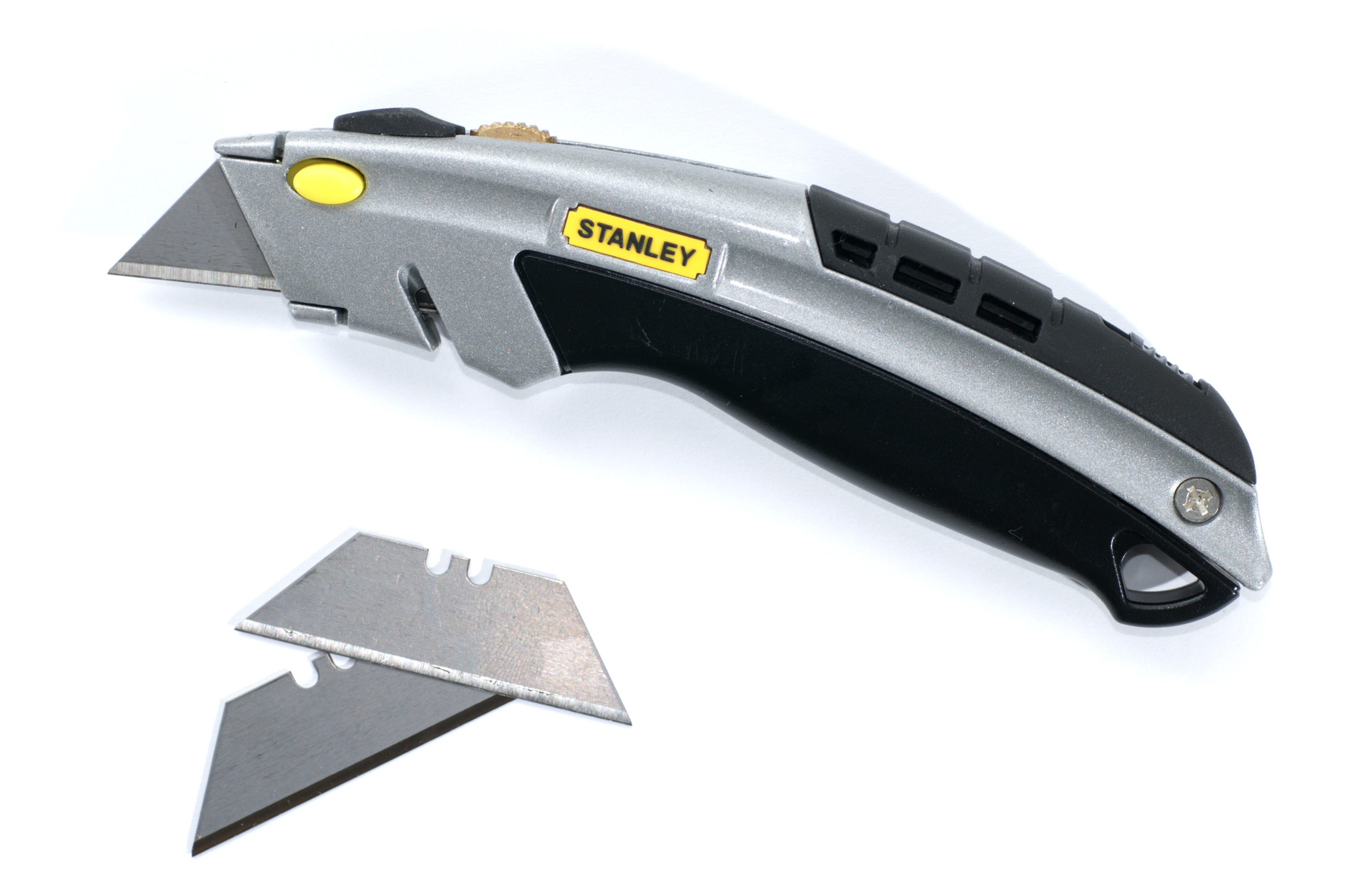
Teppichmesser mit Ersatzklingen
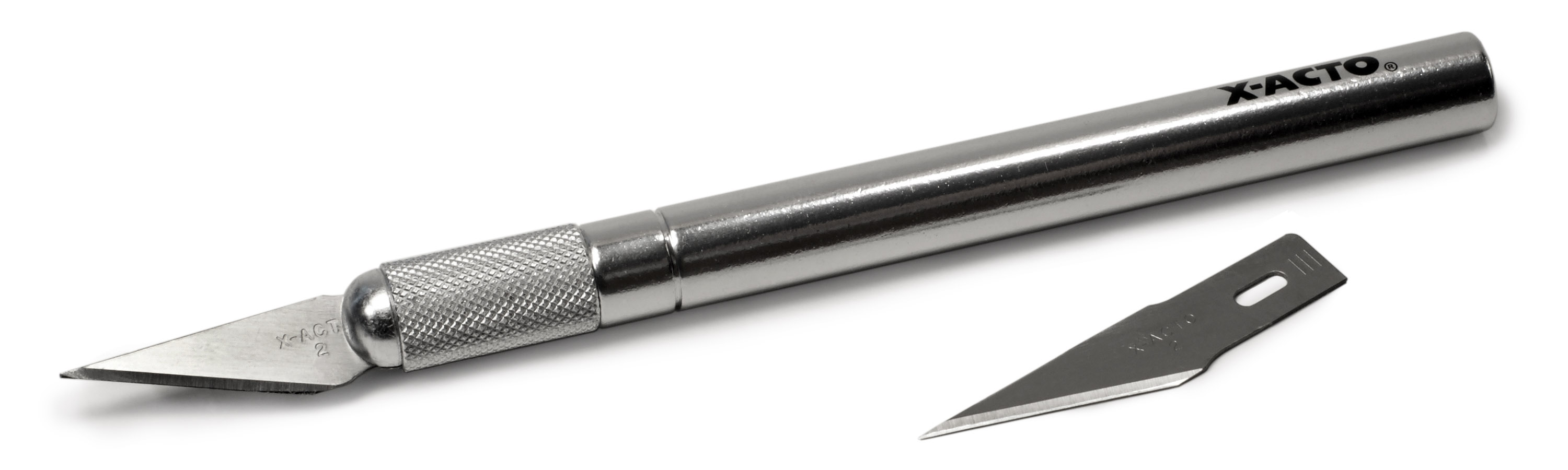
Ein Cutter mit Ersatzklinge
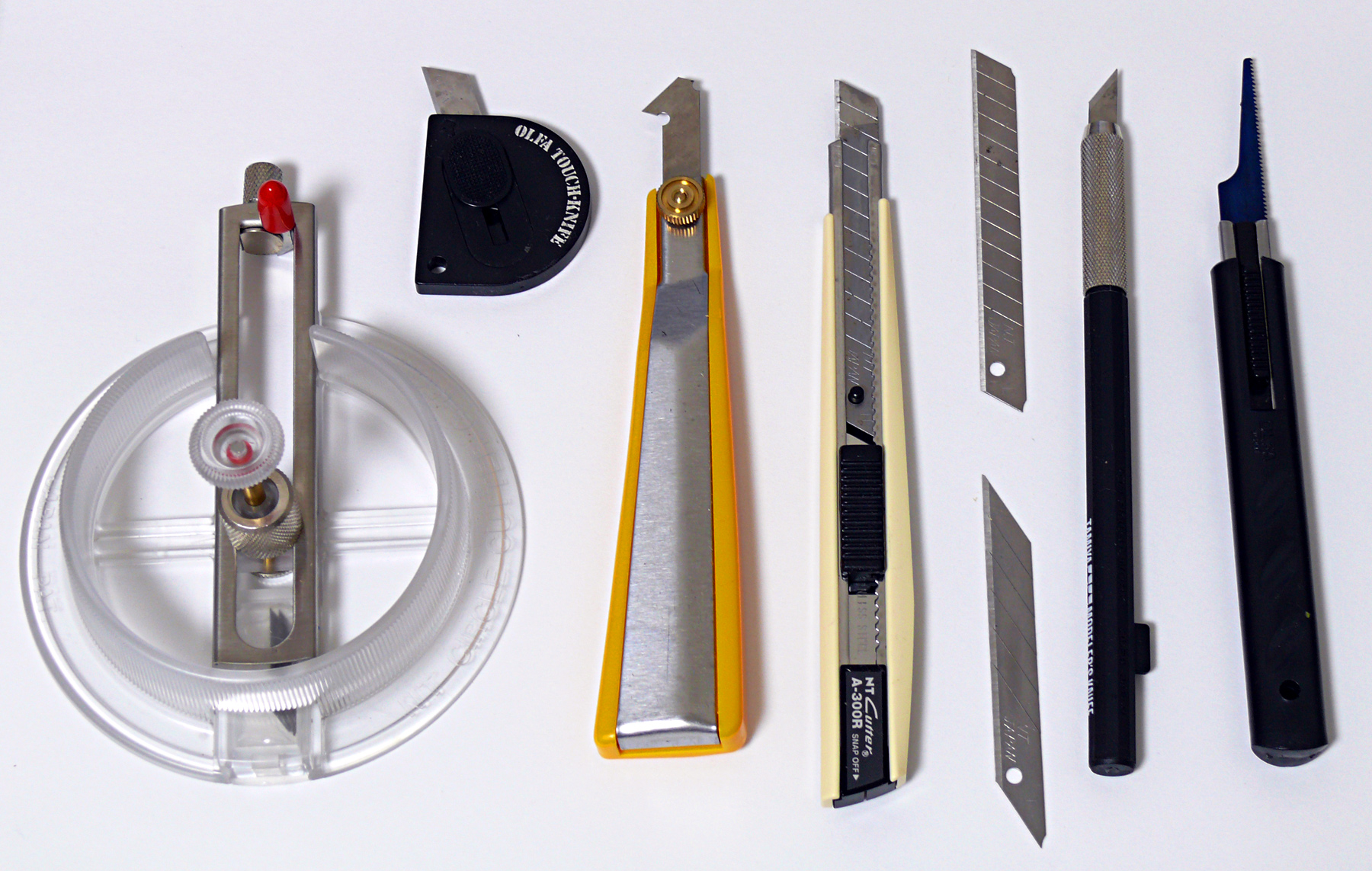
Verschiedene Cutter
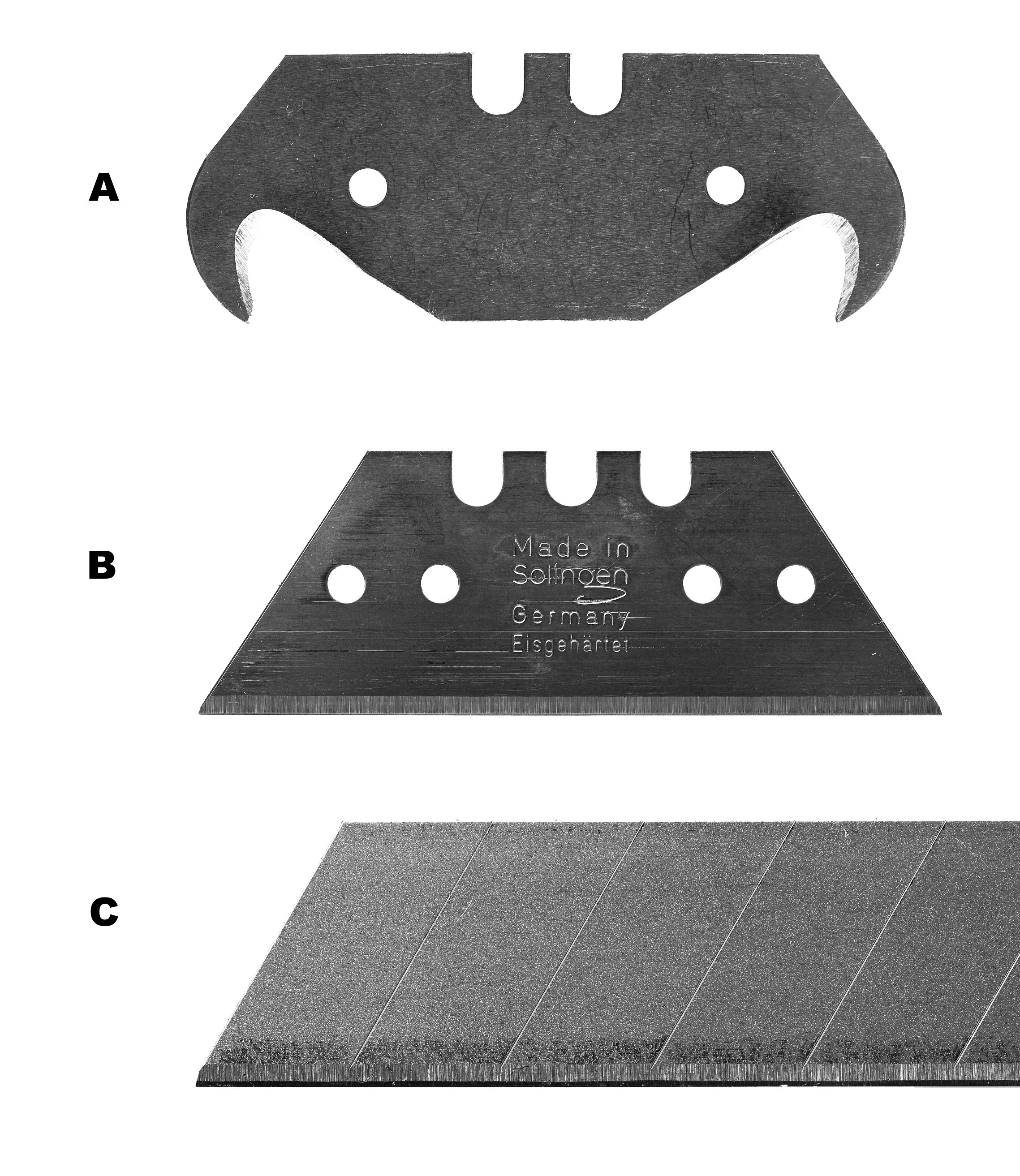
A: Hakenklinge B: Trapezklinge C: Abbrechklinge
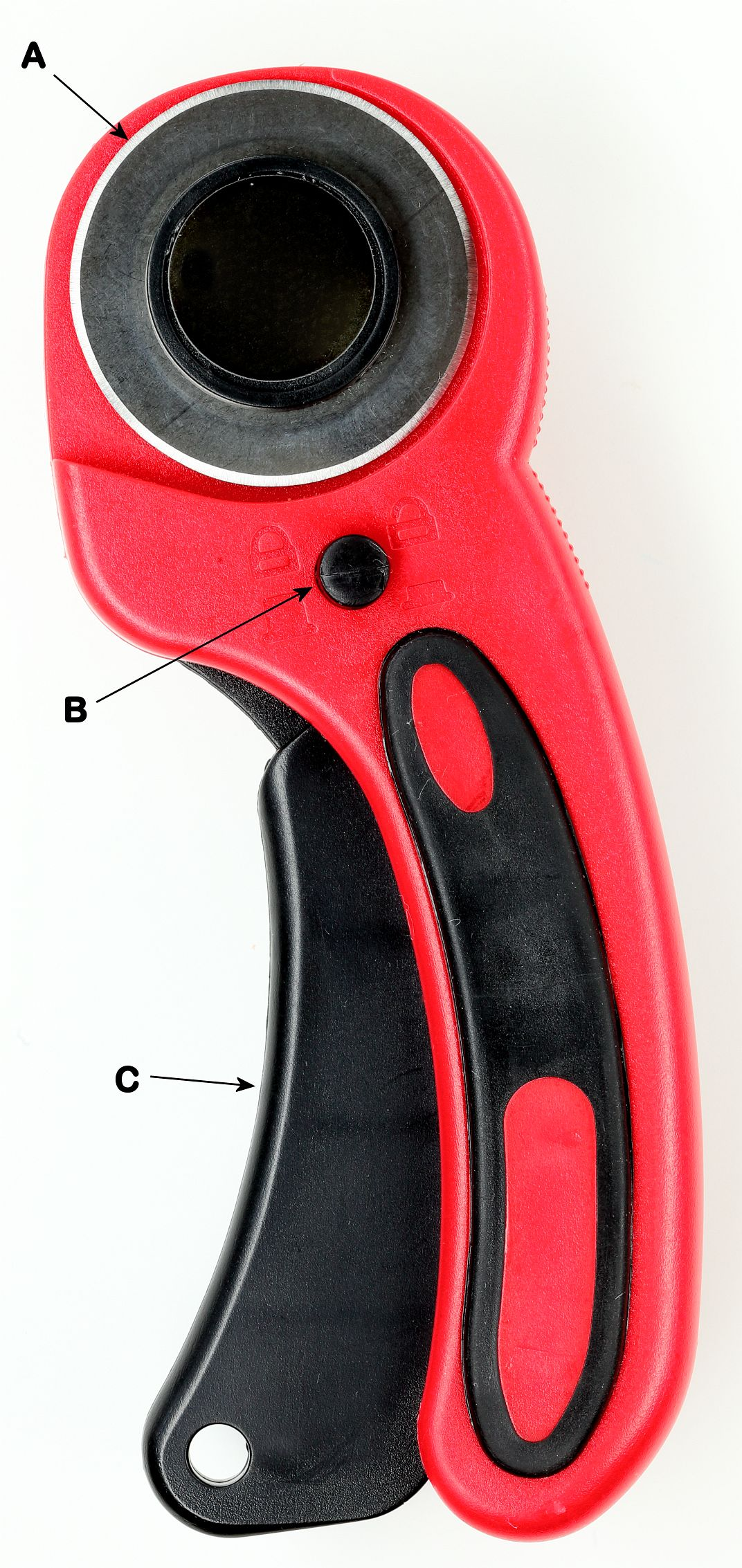
Messer mit scheibenförmiger Schneide, Rollmesser A: Scheibenförmige Schneide B: Transportsicherung C: Griff, um Klinge für den Schnitt vorzuschieben
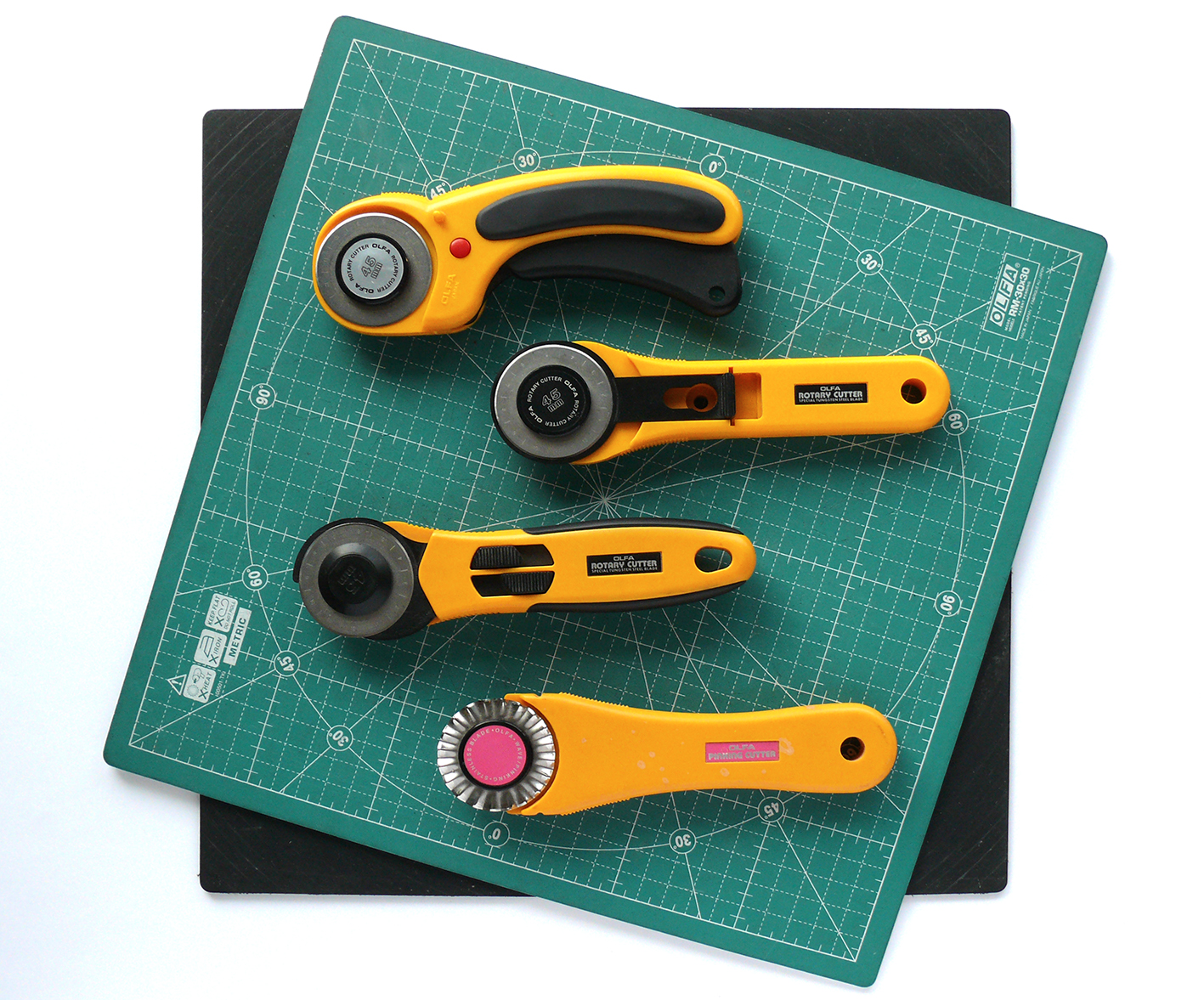
Verschiedene Rollenschneider

## Allgemeines
Diese Form von Messer stammt ursprünglich von der Firma Stanley Works aus New Britain in Connecticut, die Anfang des 20. Jahrhunderts auch erstmals Einmal-Skalpelle für den medizinischen und wissenschaftlichen Gebrauch herstellte. Der Name geht auf den Industriellen Frederick Trent Stanley zurück, welcher auch Inhaber der mittlerweile abgelaufenen Patente aus den 1930er Jahren war.
Grundsätzlich wird bei diesen Messern zwischen einer Abbrechklinge (Segmentklinge) und einer auswechselbaren Klinge unterschieden. Bei Messern mit auswechselbarer Klinge wird die gesamte Klinge nach der Abnutzung durch eine neue ersetzt. Diese Messer, egal ob mit starrer Klingenfixierung oder einziehbarer Klinge auf Schlitten, können sowohl mit Trapezklingen für allgemeine Schneidarbeiten wie auch Hakenklingen für Teppichböden bestückt werden. Bei moderneren Abbrechklingen hingegen weist die Klinge einige Sollbruchstellen auf, an der sie nach Abnutzung der vorderen Bereiche gebrochen werden kann, so dass ein hinterer und schärferer Teil nach vorn rückt.
Die Typen mit auswechselbarer Klinge werden für alle anstehenden Arbeiten so lange verwendet, bis sie den Anforderungen nicht mehr genügen. Danach wird eine neue Klinge in den Schaft eingesetzt. Bedingt durch die Bauart sind viele heute verwendeten Typen noch immer Auswechselklingen, insbesondere wenn es sich um geschwungene oder formhafte Klingenspitzen handelt. Abbruchklingen haben hingegen immer eine lineare Spitzenform und an ihnen können die vorderen Bereiche etwa 8- bis 15-mal gebrochen werden, bevor eine neue Klinge einzusetzen ist. Bei neueren Modellen sind auch geschwungene (hakenförmige) Klingen abbrechbar, darunter auch Klingen für Schaumstoffe.
Beide Typen sind überaus vielseitig verwendbar und preisgünstig. Aufgrund der auf kurzzeitigen Gebrauch ausgelegten Materialeigenschaften können sie extrem scharf hergestellt werden, wobei Merkmale, die den langzeitigen Gebrauch unterstützen würden, in den Hintergrund treten. Sie werden nicht nachgeschärft.
So eignen sie sich aufgrund ihrer guten Spitzenschärfe auch für die Papierbearbeitung, bei der die Klingenspitze wichtig ist. Die Firmen OLFA und NT in Japan haben 1956 bzw. 1958 unabhängig voneinander „papercutter knives“ entwickelt, die erstmals Abbrechklingen hatten.
Cutter finden auch im Modellbau häufig Anwendung, da sie universell auch für feine Arbeiten eingesetzt werden können und ihre Schärfe ohne große Umstände wiederherstellbar ist. Das glatte Schneiden von Polystyrolschaum (z. B. Styropor) geht fast nur mit Cutter oder einer Thermosäge. Insbesondere die Gebrauchsmesser/Cutter mit Segmentklinge sind zum Schneiden von Teppichböden weniger geeignet, hier bieten sich eher Cutter mit Hakenklinge an, bei denen die Klinge fest steht und durch Handgrifföffnung gewechselt wird. Die Klingen sind, je nach Hersteller, mit einem Keilwinkel von 14° geschliffen.
In Europa lehnten vor allem ältere Handwerker Cutter-Messer zunächst als „Wegwerfmesser“ ab. Dank der guten Gebrauchseigenschaften haben sie sich jedoch auf dem Markt durchgesetzt.

## Alternative Begriffe
In Israel, der Schweiz und Ostdeutschland wird dieses Messer auch als Japanmesser bezeichnet, in Brasilien als Estiletes oder Cortadores Olfa. In Österreich ist die Bezeichnung Schneidemesser oder Stanley-Messer, in den Niederlanden parallel dazu Stanley mes üblich, in Dänemark ist die Bezeichnung Hobbykniv (Hobbymesser) üblich. Im amerikanischen Englisch ist die Bezeichnung utility knife gebräuchlich, während im britischen Englisch die Bezeichnung Stanley knife verwendet wird und im Spanischen sich das Wort cúter (von Cutter) eingebürgert hat.
Cutter werden auch als Teppichmesser bezeichnet, was aber nicht der Herstellerbezeichnung entspricht, sich jedoch an eine häufige Verwendung anlehnt.

## Formen
Man unterscheidet Cutter mit Abbrechklinge (auch Segmentklinge genannt) und das Gebrauchsmesser mit feststehender Trapez- oder Hakenklinge (siehe Bild der Klingenformen). Während Cutter mit Segmentklinge meist für Pappe, Papier, Gipskarton und dünnere Kunststoffe gedacht sind, werden mit dem Gebrauchsmesser mit feststehender Klinge vorwiegend Teppichböden, Furniere, Säcke oder Kabel geschnitten.
Abbrechklingen haben nahe dem hinteren Ende ein rundes Loch um die Klinge formschlüssig mit dem Schieber zu verbinden. Dieser Schieber rastet selbsttätig in Segmentlängenschritten ein, oder wird durch Klemmhebel oder -schraube fixiert. Bei manchen Messern wird durch eine zusätzliche Klemmung der Klinge an der Austrittsstelle ein besonders spielfreier Halt hergestellt.
Abbrechklingen werden aus endlosem Stahlband durch Schleifen, Lochstanzen, das Einprägen der schrägen Sollbruchstellen und anschließendes Härten erzeugt. Die schmale Standardklinge ist 9 mm breit, 0,38 mm dick und weist 80 mm Schneidenlänge auf. Durch 12 Sollbruchstellen kann die Klinge 13 Mal mit neuwertiger Schneide verwendet werden. Die Standardklinge mit Nennmaß 18 mm misst 0,75 Zoll (= gut 19 mm) in der Breite, ist an der Schneide 100 mm lang. Die 0,5 mm starke Klinge ist dank 7 Sollbruchstellen 8 Mal weiterbenutzbar. Abbrechsegmente und Gesamtklinge haben Parallelogrammform und sind somit insgesamt etwas länger als die Schneidkante. Je nach Schwere der Schneidaufgabe gibt es je Klingenbreite auch unterschiedliche Dicken, die – für alle Nennbreiten von 9, 12, 18, 22 und 25 mm – insgesamt von 0,25 bis fast 1 mm reichen. Gegen Korrosion sind die Ersatzklingen geölt und werden in einem Kunststoffetui aufbewahrt. Klingen aus rostfreiem Stahl werden seltener verwendet, da diese meist eine geringere Standzeit aufweisen.
Trapezklingen und Hakenklingen haben als arretierte Typen ein bis drei Löcher oder aber Passkerben am Rücken. Solche mit mehreren Passkerben können in unterschiedlichen Längenpositionen eingesetzt werden. Zumeist sind sie durch Wenden um 180 Grad an beiden Enden verwendbar. Breitere Trapezklingen werden auch in Schabern, etwa zur Reinigung von Flachglas, eingesetzt.
Kreisrunde, rotierende Typen gibt es auch in Sonderformen zur Perforation von dünnem Karton oder zur Erzeugung eines Wellenschnitts, dies jedoch eher in Schneidmaschinen. Extra kleine Klingen dienen dem Öffnen von Verpackungskartons aus Wellpappe oder auch in Zirkelschneidern für kreisrunde Schnitte. Es gibt auch Abbrechklingen mit Sollbruchstellen im rechten Winkel und solche, die hintereinander mehrere Hakenklingen zur Verfügung stellen. Klingen ohne Sollbruchstellen erlauben tiefes Schneiden in weichem Schaumstoff ohne die Gefahr des Abbrechens. Im Bereich der stärkeren Klingen gibt es auch solche mit Sägezähnen für Holz. Für spezielle Aufgaben dienen besonders ausgeformte Klingen mit verschieden orientierten Schneiden oder auch zur Spitze zulaufenden zweischneidigem Anschliff. Viele können in Standardklingenhalter eingesetzt und zum Schutz völlig in diesen zurückgezogen werden.
Meist sind die Klingen aus Kostengründen nur aus HCS-Stahl. Es gibt aber auch Klingen mit Titannitridbeschichtung, die von ihrer Härte her auch Aluminium und Weichstahl gut schneiden können. Seit dem Jahr 2014 sind auch Abbrechklingen mit HSS-Bimetallstreifen sowie eine Entwicklung mit Wolframcarbidstreifen zu erwerben. Neu auf dem Markt sind Klingen aus Mangan-Silizium-Stählen. Neue Entwicklungen sind Klingenstreifen mit HSS-Bimetall und Klingenstreifen mit Wolframcarbid.
Es gibt auch Magazinmesser, die automatisch einen neuen Klingenstreifen nachladen, wenn der alte aufgebraucht und ausgeworfen ist.
Klingen oder Klingenteile (ohne Abbrechrillen) können – mit Vorsicht – an manchen Stanzkanten als Schaber zum Glätten von Holz oder zum Entgraten von geschnittenem Kunststoff und Metall verwendet werden.

## Unfallgefahr
Cutter/Segmentmesser haben relativ hohe Unfallzahlen, was auf fehlende Übung der Benutzer und Sorglosigkeit im Umgang mit verbrauchten Klingen zurückgeführt werden kann. Arbeitet man mit einer weit ausgefahrenen Segmentklinge, besteht Bruchgefahr, wobei die brechende Klinge den Benutzer verletzen kann. In einigen Ländern wie Australien sind diese Messer als gefährlich eingestuft und dürfen nur von Personen über 18 Jahren erworben werden. In manchen Betrieben werden nur Messer zugelassen, deren Klingen sich selbsttätig durch Federkraft einziehen und daher mit Daumenkraft an einem Schieber ausgeschoben und gehalten werden müssen. Es gibt 2 verschiedene Arten von Sicherheitsmessern mit selbstständig einziehenden Klingen, auch automatischer Klingenrückzug genannt: zum einen Sicherheitsmesser mit WAK (willensabhängigem Klingeneinzug) bei denen die Klinge durch Federkraft eingezogen wird, wenn der Daumen sich vom Schieber löst; zum anderen Sicherheitsmesser mit WUK (willensunabhängigem Klingeneinzug) bei denen die Klinge automatisch eingezogen wird, wenn der Schneidevorgang unterbrochen wird, auch wenn der Daumen noch auf dem Schieber liegt.